# 10085 Jekennedy
10085 Jekennedy è un asteroide della fascia principale. Scoperto nel 1990, presenta un'orbita caratterizzata da un semiasse maggiore pari a 3,1995136 au e da un'eccentricità di 0,0606062, inclinata di 15,00594° rispetto all'eclittica.